# Liberty (casa discografica)

## Storia
La Liberty Italia nasce nel 1959, con sede a Milano, in via Turati 28 come emanazione della Liberty Records; nei due anni precedenti esisteva come marchio della CGD distribuito dalle Messaggerie Musicali. La Liberty faceva parte del gruppo Belldisc S.p.A., fondato da Antonio Casetta, per cui la distribuzione venne curata fino al 1969 dalla Bluebell, dal 1970 al 1977 dalla Produttori Associati e dal 1978 in poi dalla Ricordi.
Oltre che pubblicare in Italia i dischi della casa madre, ha anche stampato dischi in proprio di artisti italiani.
Nella fase di passaggio dalla Bluebell alla Produttori Associati, il marchio Liberty Italia è stato usato per alcuni dischi di artisti italiani di queste due case (ad esempio i 45 giri Il pescatore di Fabrizio De André e Isa...Isabella degli Alunni del Sole)

## I dischi pubblicati
Per la datazione ci si attiene all'etichetta del disco, o del vinile o, infine, della copertina, qualora nessuno di questi elementi avesse una datazione, sulla numerazione del catalogo. Se esistenti, sono riportati, oltre all'anno, il mese e il giorno.

### 45 giri
| Numero di catalogo | Anno            | Interprete        | Titoli                                                      |
| ------------------ | --------------- | ----------------- | ----------------------------------------------------------- |
| G 7002             | 1957            | Johnny Dorelli    | Calypso romance/Kilindini docks                             |
| G 7004             | 1957            | Johnny Dorelli    | Calypso melody/Calipso italiano                             |
| G 7006             | 1957            | Johnny Dorelli    | Walkin' shoes/Lullaby of Birdland                           |
| G 7012             | 1958            | Mara Del Rio      | Pecado/El Humauaqueno                                       |
| G 7014             | 1958            | Betty Curtis      | Baby lover/Stupid cupid                                     |
| G 7017             | 1958            | Lilian Terry      | Fever/Hoopa Hoola                                           |
| LIB 100275-Q       | 1962            | Julie London      | Cry Me A River/Laura                                        |
| LIB 10055-Q        | 2 novembre 1962 | Julie London      | Desafinado (Slightly Out Of Tune)/Broken/Hearted Melody     |
| LIB 10139-Q        | 22 gennaio 1964 | Gene MacDaniels   | Città vuota/Merletti spagnoli                               |
| LIB 10152-Q        | 1965            | Vic Dana          | Pericolo/La porta d'oro                                     |
| LIB 10222-Q        | 1966            | P. J. Proby       | Per questo voglio te/Quando tornerà                         |
| LIB 10224-Q        | 1966            | Vic Dana          | La notte dell'addio/I baci che mi dai                       |
| LIB 9016           | 1966            | Cher              | Mama/Behind The Door                                        |
| LIB 9023           | 1968            | Vikki Carr        | Sì è lui/There I go                                         |
| LIB 9029           | 1968            | Canned Heat       | On The Road Again/Boogie Music                              |
| LIB 9036           | 18 giugno 1969  | Classic IV        | Stormy/24 hours of loneliness                               |
| LIB 9042           | 1969            | The 5th Dimension | Aquarius/Let The Sunshine In/Don'tcha Hear Me Callin' To Ya |
| LIB 9052           | 1969            | Canned Heat       | Poor Moon/Sic Em Pigs                                       |
| LIB 9056           | 1969            | The Moon          | Pirate/Not To Know                                          |
| LIB 9059           | 1969            | The 5th Dimension | Wedding Bell Blues/Sunshine Of Your Love                    |
| LIB 9060           | 1970            | The Carnival      | Laia ladaia/Canto de Carnival                               |
| LIB 9061           | 1970            | Canned Heat       | I'm her man/Let's work together                             |
| LIB 9062           | 1970            | I Salis           | Chissà se la luna ha una mamma/Cronaca di una cosa          |
| LIB 9063           | 1970            | Alunni del Sole   | Fantasia/Fiori                                              |
| LIB 9064           | 1970            | Louiselle         | La recluta/L'isola d'Elba                                   |
| LIB 9065           | 1970            | Fabrizio De André | Il pescatore/Marcia nuziale                                 |
| LIB 9066           | 1970            | Bat Bat           | Quasi vent'anni con te/Coraggio                             |
| LIB 9067           | 1970            | Katja Ebstein     | Nella strada del mio cuore/Ich Will Ihn                     |
| LIB 9074           | 1970            | The Groundhogs    | BDD/Express man                                             |
| LIB 9078           | 1970            | I Vulcani         | Era d'estate/Primavera in te                                |
| LIB 9079           | 1970            | I Barrittas       | Ritorno da te/Al ristorante                                 |
| LIB 9081           | 1970            | Louiselle         | Quanno sponta primmavera/Fontanella                         |

EP
| Numero Di Catalogo | Anno | Interprete                            | Titoli                                                      |
| ------------------ | ---- | ------------------------------------- | ----------------------------------------------------------- |
| H 8028             | 1957 | Johnny Dorelli (incisa come D.Johnny) | Calypso melody/Young love/Calypso italiano/Mi casa, su casa |
| H 8030             | 1957 | Johnny Dorelli                        | Bernardine/Hey there/Lullaby of birdland/Walkin' shoes      |